# Ghost Story
Ghost Story es una película de 1981 de terror dirigida por John Irvin y basada en el libro del mismo nombre por Peter Straub. Protagonizada por Fred Astaire, Melvyn Douglas, Douglas Fairbanks Jr., John Houseman y Craig Wasson, fue la última película de Astaire, Fairbanks y Douglas y la primera de Michael O'Neill. 

## Elenco
- Fred Astaire como Ricky Hawthorne.
- Melvyn Douglas como Dr. John Jaffrey
- Douglas Fairbanks Jr. como Edward Charles Wanderley.
- John Houseman como Sears James.
- Craig Wasson como Don / David Wanderley.
- Patricia Neal como Stella Hawthorne.
- Alice Krige como Eva Galli / Alma Mobley.

## Nominación
En 1982, estuvo nominada por un Premio Saturn por Mejor Película de Terror.

## Recepción
La película obtuvo $23,371,905 en la taquilla estadounidense. 
Rotten Tomatoes le dio un 36%. Roger Ebert le dio una crítica positiva.